# Emil Antman
Nils Emil Antman, född 23 januari 1909 i Luleå, död där 28 september 2004, var en svensk verkstadsarbetare och konstnär.
Han var son till skomakarmästaren Fredrik Antman och Selma-Sofia Enbom och från 1943 gift med Olga Nordgren (1914–1997). Antman studerade målning och teckning vid Otte Skölds målarskola i Stockholm 1948–1949. Tillsammans med Erik Marklund och Rolf Swedberg ställde han ut på Norrbottens museum i Luleå 1944. Han medverkade därefter i samlingsutställningar på Norrbottens museum och i ett flertal Norrländska vandringsutställningar. Hans konst består av motiv från den Norrländska skärgården. Tillsammans med Marklund och Swedberg bildade han den Luleåbaserade konstnärsgruppen De tre. Makarna Antman är begravda på Innerstadens kyrkogård i Luleå.  